# Lo Mejor de DC
Lo Mejor de DC es luna línea de cómics que anunció la Editorial Televisa cuyo primer Volumen salió en febrero del 2014. Aunque la línea no se ha cancelado de manera oficial, no se ha publicado material nuevo desde abril de 2017. 
Lo mejor de DC contiene Cómics clásicos de la Compañía DC Comics y que fueron de gran popularidad en su tiempo.
Cada Volumen consta en un solo libro de pasta Normal y el número de Páginas depende del cual largo fue el evento. Además de que contiene introducciones referente a cada Volumen y también como material inédito jamás antes visto.

## Acontecimientos
En 2014 DC Comics México estreno un "nuevo" formato y título llamado "Lo mejor de DC", el formato será trimestral. Así como lo dice el título, DC Comics México planea traer las mejores historias de DC Comics. Una de las características más importantes de este formato es que la editorial respeta el tamaño del cómic, olvidándose de los problemáticos tamaños "Monster" o "biblioteca, en otras palabras podríamos decir que regresan las tan añoradas "ediciones especiales" o "TPB" llamado así en Estados Unidos. Otra característica que cabe señalar es el papel, el tipo de papel es muy similar al que se ve en las ediciones mensuales pero con una portada más gruesa que por cierto respeta los tonos mate de DC Comics México. El precio de cada volumen es de $99.00 pesos mexicanos. A partir del título Batman: The Dark Knight Strikes Again se manejó un aumento al precio, dependiendo directamente del título con precios que fluctuaban entre los $119.00 y los 179.00 pesos mexicanos.  
Hasta el día de hoy han salido estos volúmenes, los cuales son:
1.- Batman: The Dark Knight Returns - Publicado el 24 de febrero de 2014. Incluye prólogo de Frank Miller y guion original del capítulo cuatro.
2.- Muerte de Superman - Publicado el 19 de mayo de 2014.
3.- Green Lantern: Rebirth - Publicado el 9 de septiembre de 2014. Incluye prólogo de Brad Meltzer
4.- The Flash: Rebirth - Publicado el 18 de noviembre de 2014. Incluye prólogo de Matt Cherniss y palabras finales de Geoff Johns.
5.- Batman: Death of the Family - Publicado el 4 de diciembre de 2014. Primer volumen en reimprimir material del "NEW 52".  Disponible edición limitada con máscara de Joker
6.- Batman: año uno - Publicado el 18 de febrero de 2015. Incluye bocetos originales de David Mazzucchelli.
7.- Joker (novela gráfica) - Publicado el 22 de mayo de 2015. 
8.- Batman Deathblow - Publicado el 22 de agosto de 2015.
9.- Batman: Noël - Publicado el 22 de noviembre de 2015.     
10.- Batman vs Superman: Las mejores batallas - Publicado el 14 de enero de 2016. Este volumen no es una reimpresión, sino un compilado de los momentos en los que Batman y Superman sostuvieron una pelea.
11.- Batman: The Dark Knight Strikes Again -  Publicado el 25 de abril de 2016. Primer volumen en la serie en exceder su precio regular de $99.00 pesos Mexicanos, con un precio al público de $139.00 pesos.
12.- Suicide Squad: Patada en los Dientes -  Publicado el 25 de julio de 2016. Segundo volumen de la serie en re-imprimir material del "NEW 52"., con precio al público de $119.00 pesos.
13.- New Suicide Squad -  Publicado el 22 de agosto de 2016. Tercer volumen de la serie en re-imprimir material del "NEW 52". Disponible edición limitada con máscara de Deathstoke por $519.00 pesos.
14.- Batman: The DArk Knight Returns - Edición 30 aniversario. Publicado el 24 de abril de 2017. Reimpresión del cómic homónimo. Disponible edición especial con máscara; precio al público de 699 pesos..
"Volumen no numerado".- Batman: Arkham Asylum. publicado el 2 de diciembre de 2015 es el único título de esta colección en publicarse en pasta dura o cantone. Una edición limitada del título se publicó, siendo exclusivo del evento en celebrar el 75 aniversario del personaje Joker. Ambas ediciones incluyen borradores y galería de arte. Precio: Edición regular- $349.00. edición limitada: $499.00.